# Právo lidu
Právo lidu byla česká sociálně demokratická tiskovina vydávaná mezi lety 1893 až 1948.

## Historie
Vzniklo v roce 1893 jako místní sociálně demokratický časopis v Kuklenech u Hradce Králové. Jeho vydavatelem a zároveň spoluredaktorem byl Emanuel Švagerka. O rok později začalo být vydáváno v Humpolci. Vycházelo též večerní vydání s obdobným názvem Večerník Práva lidu.

Roku 1897 redakce přesídlila do Prahy a z Práva lidu se stal ústřední orgán Českoslovanské strany sociálně demokratické dělnické. Během rozkolu ve straně v letech 1919–1920 zaujímali v redakci většinu příznivci levice (B. Šmeral, I. Olbracht a další), vydavatel A. Němec byl však příznivcem pravice. Spor vygradoval v září roku 1920, kdy levicoví redaktoři začali vydávat vlastní noviny Rudé právo, orgán ČSSD – levice, od roku 1921 Komunistické strany Československa. Právo lidu zůstalo orgánem ČSSD.
V průběhu utužování politického systému po mnichovské zradě se ČSSD stala součástí Národní strany práce. Právo lidu začalo od 1. ledna 1939 vycházet pod názvem Národní práce. Po osvobození roku 1945 bylo obnoveno pod původním názvem.
Po sloučení ČSSD s KSČ v červnu 1948 bylo vydávání zastaveno, část redakce přešla do Rudého práva. ČSSD Právo lidu nakrátko obnovila po sametové revoluci.